# آرنا چیویکا
آرنا چیویکا (تلفظ ایتالیایی: [aˈrɛ:na ˈtʃi:vika, aˈre:na -])، به‌طور رسمی آرنا جیانی بررا، یک ورزشگاه چندمنظوره در میلان، ایتالیا است که در ۱۸ اوت ۱۸۰۷ تأسیس شده است. این ورزشگاه یکی از نمونه‌های اصلی معماری نئوکلاسیک در شهر میلان است، امروزه این ورزشگاه میزبان مسابقات فوتبال و راگبی، کنسرت‌ها و رویدادهای فرهنگی می‌باشد. این ورزشگاه می‌تواند ۱۰۰۰۰ تا ۳۰۰۰۰ تماشاگر را در خود جای دهد.
آرنا چیویکا از سال ۱۹۳۰ تا ۱۹۴۷ زمین خانگی اینتر میلان بود و از سال ۲۰۲۳ تبدیل به ورزشگاه خانگی زنان اینتر میلان شد. از ۱۷ ژانویه ۲۰۱۰، این ورزشگاه محل برگزاری مسابقات تیم راگبی آماتوری میلان است، این تیم راگبی در سال ۱۹۲۷ تأسیس شده است و هجده قهرمانی در کارنامه دارد. آرنا چیویکا میزبان یک نشست سالانه دو و میدانی به نام "شب میلان" (Notturna di Milano) می‌باشد، همچنین ورزشگاه خانگی تیم سوم فوتبال میلان یعنی باشگاه فوتبال بررا نیز به حساب می‌آید.

## تاریخچه
آرنا چیویکا در ۱۸ اوت ۱۸۰۷ افتتاح شد و بعداً برای فعالیت‌های فوتبال مورد استفاده قرار گرفت. در ابتدا فقط مسابقات بزرگ در این ورزشگاه برگزار می‌شد اما بعداً به صورت دائم از آن استفاده شد. بین سال‌های ۱۹۳۰ تا ۱۹۴۷ این ورزشگاه محل برگزاری مسابقات باشگاه فوتبال اینتر میلان بود. در ۱۵ مه ۱۹۱۰ اولین بازی رسمی تیم ملی فوتبال ایتالیا در این ورزشگاه انجام شد که با پیروزی ۶-۲ در برابر فرانسه به پایان رسید.
در طول تاریخ از این ورزشگاه در برگزاری رویدادهای مختلف از جمله بازسازی نبردهای دریایی استفاده شده است. ویلیام فردریک کودی معروف به "بوفالو بیل" دو بار "نمایش غرب وحشی" خود را در این ورزشگاه اجرا کرد. از دیگر هنرمندانی که در آرنا چیویکا اجرا کرده‌اند می‌توان به شیکاگو، کیور، لیتل فیت، بن هارپر، لنی کراویتز، لو رید، گروه منهتن ترنسفر، رابرت پلنت، گروه پابلیک ایمِیج، ریدیوهد، پتی اسمیت، رینگو استار، راد استوارت، استینگ و اندی سامرز اشاره کرد. آرنا چیویکا همچنین محل برگزاری "جشنواره جاز میلان" (Milan Jazz Festival) نیز می‌باشد.
در سال ۲۰۰۳، به افتخار مربی و روزنامه‌نگار ورزشی جیانی بررا این ورزشگاه به "آرنا جیانی بررا" (Arena Gianni Brera) تغییر نام یافت. زنان اینتر میلان در سال ۲۰۲۳ انتقال خود را به این ورزشگاه اعلام کردند و اولین بازی خود را در آرنا چیویکا و در ۲۳ نوامبر ۲۰۲۳ مقابل زنان آ.ث. میلان انجام دادند.

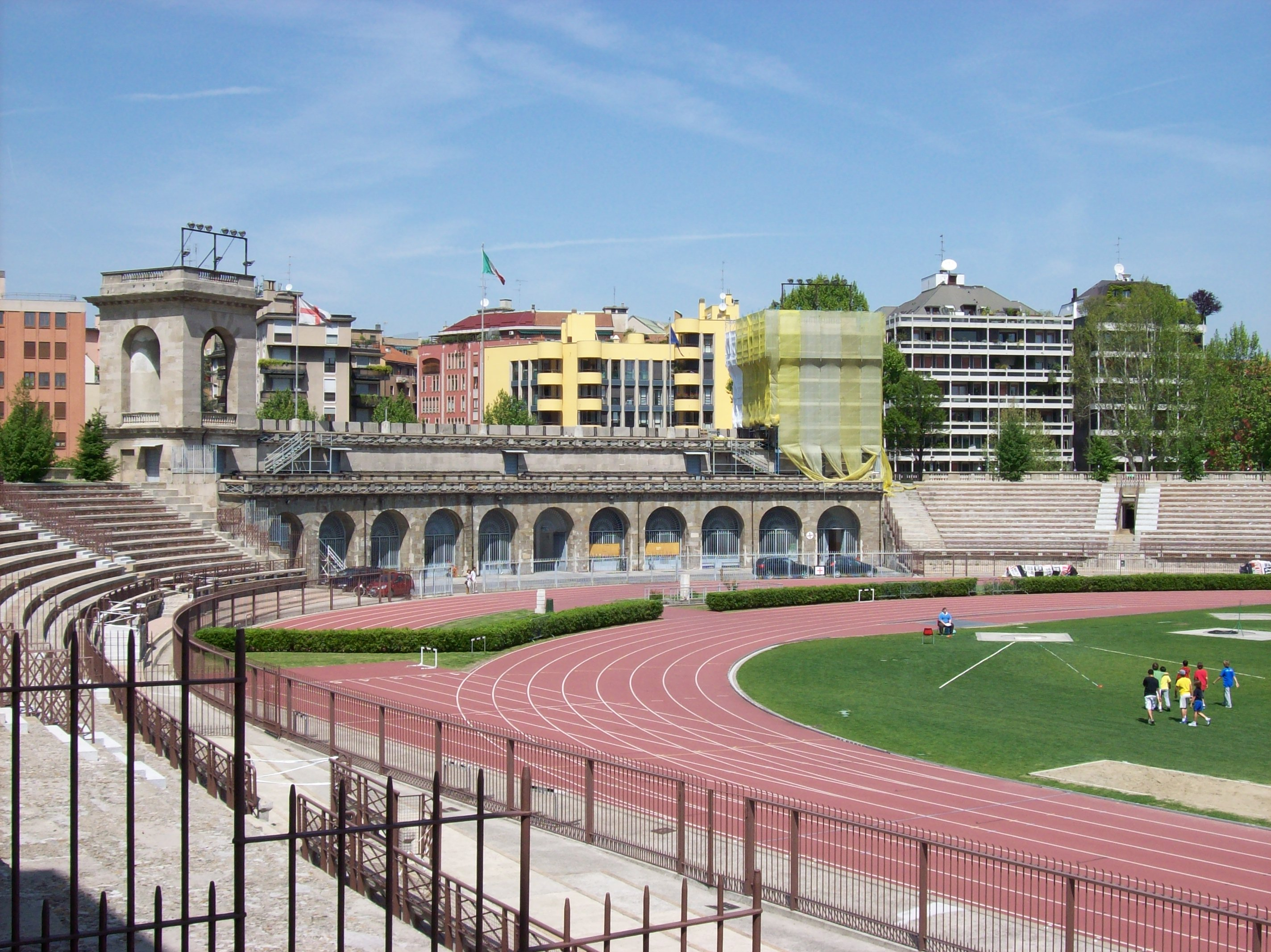
آرنا چیویکا در سال ۲۰۱۲

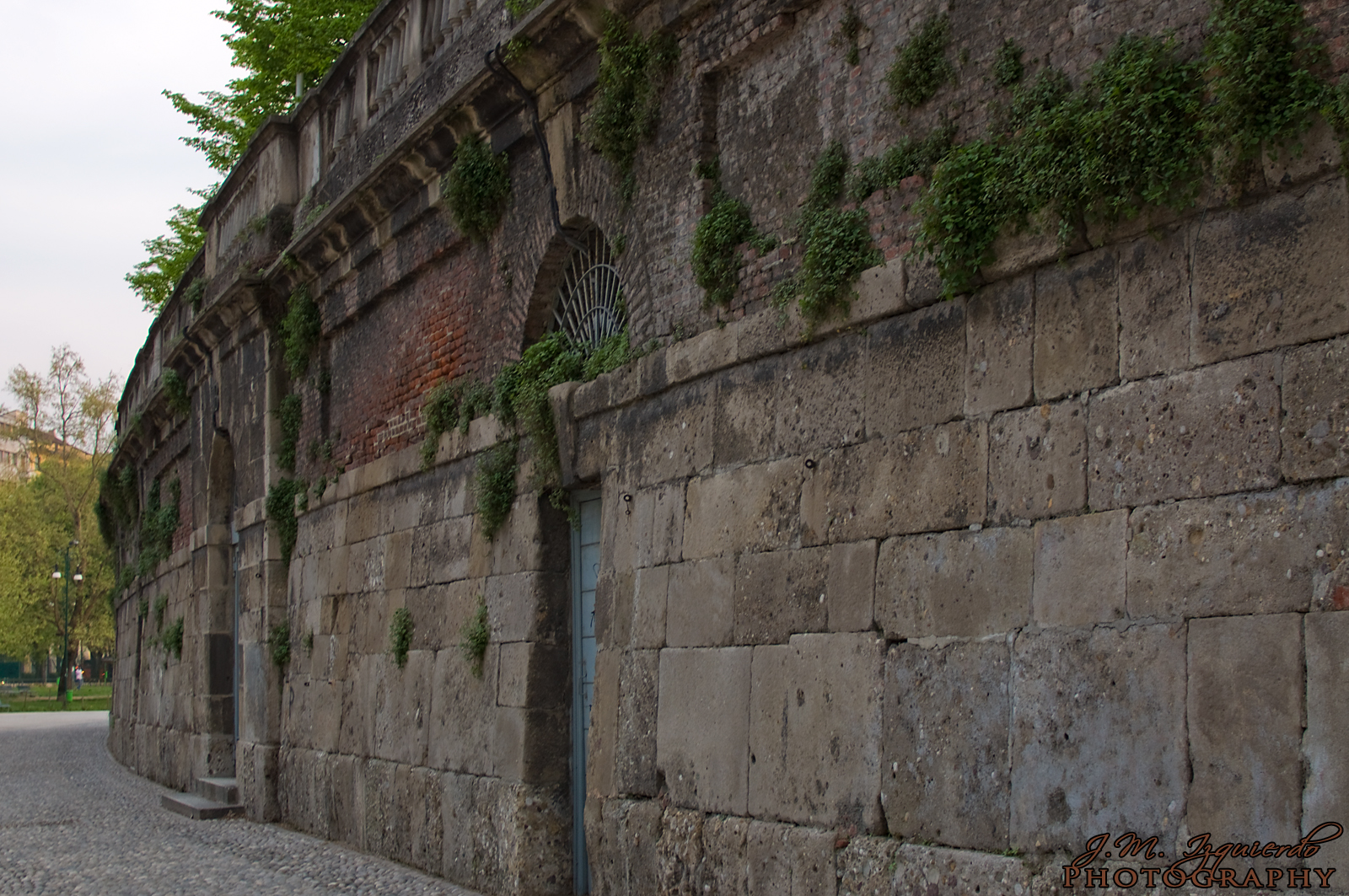
نمای ورزشگاه

## امکانات
- یک پیست دو و میدانی متشکل از شش خط به طول ۴۰۰ متر
- یک زمین فوتبال و راگبی (۱۰۰ در ۸۶ مترمربع)

## جستارهای وابسته

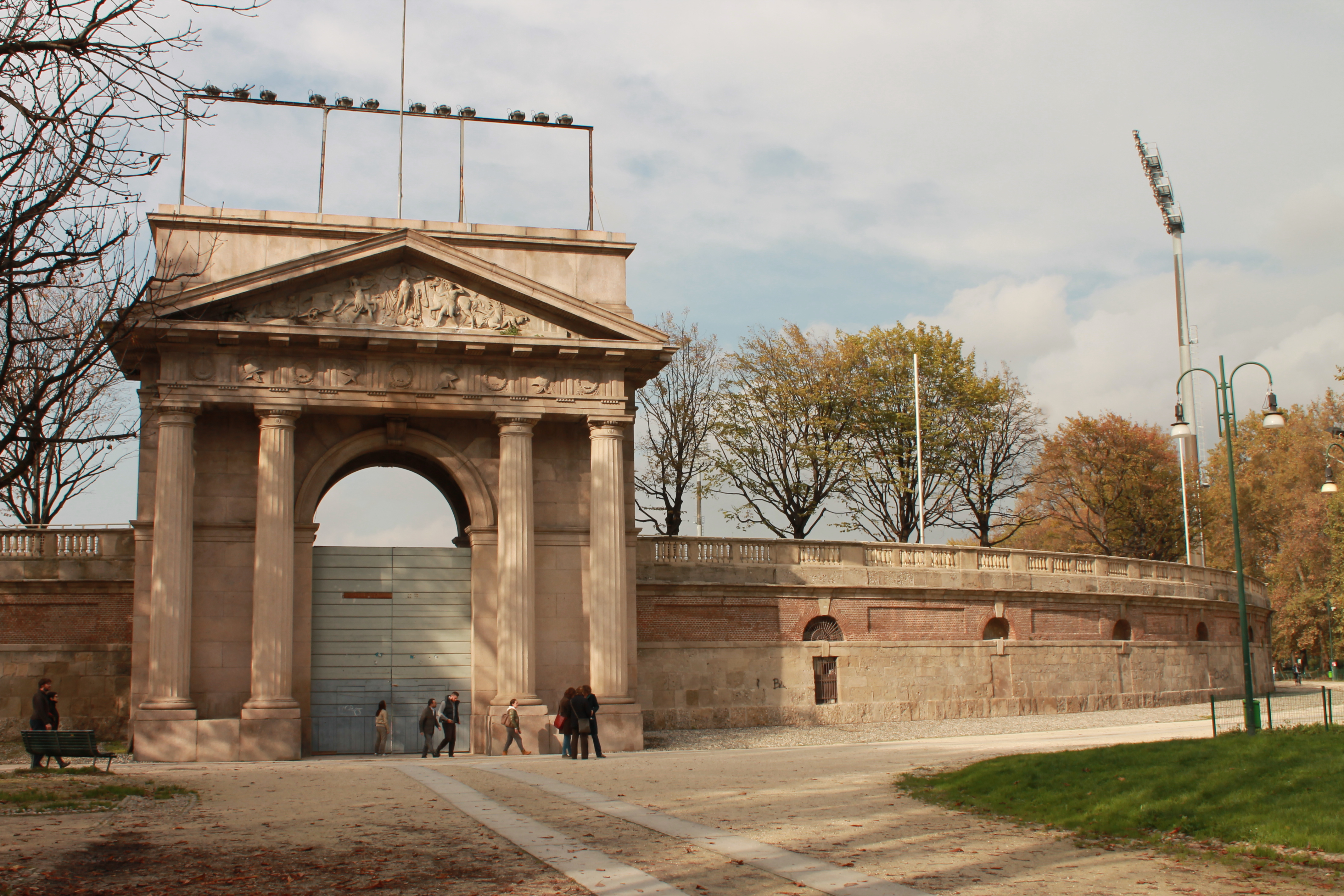
ورودی آرنا چیویکا